# Ormosia poilanei
Ormosia poilanei är en ärtväxtart som beskrevs av Chawalit Niyomdham. Ormosia poilanei ingår i släktet Ormosia och familjen ärtväxter. Inga underarter finns listade i Catalogue of Life.